# Werner Blasius
Werner Blasius (* 22. Juni 1899 in Kreuzburg O/S.; † 1945) war ein deutscher Kommunalpolitiker der NSDAP. Er war ab 1934 Bürgermeister und von 1938 bis 1945 Oberbürgermeister der Stadt Hirschberg im Riesengebirge.

## Leben
Blasius trat zum 1. Dezember 1931 der NSDAP bei (Mitgliedsnummer 773.729). Am 1. Oktober 1934 wurde er zum (zweiten) Bürgermeister und am 22. Juni 1938 für zwölf Jahre zum Oberbürgermeister von Hirschberg vereidigt. Er blieb bis 1945 im Amt und war in dieser Zeit Mitglied mehrerer Verwaltungs- und Aufsichtsräte. Blasius stand u. a. mit Gerhart Hauptmann im Briefwechsel. Gegen Ende der nationalsozialistischen Herrschaft beging er Suizid.